# Anthony Collins (giocatore di football americano)
Anthony Collins (Beaumont, 2 novembre 1985) è un ex giocatore di football americano statunitense che ha militato nel ruolo di offensive tackle nella National Football League (NFL).

## Carriera

### Cincinnati Bengals
Collins fu scelto dai Cincinnati Bengals nel corso del quarto giro (112º assoluto) del Draft NFL 2008. Vi giocò fino al 2013 come tackle sul lato sinistro. La sua miglior stagione fu quella del 2013, in cui fu uno dei perni della linea offensiva dei Bengals.

### Tampa Bay Buccaneers
Il 13 marzo 2014 Collins firmò con i Tampa Bay Buccaneers. Tuttavia, a causa di dubbi sul suo stato fisico, penalità accumulate e prestazioni incostanti, fu messo in panchina in favore del veterano Demar Dotson. Il 10 marzo 2015 fu svincolato.